# Guillermo Molina
Guillermo Molina Ríos (Ceuta, 16 de marzo de 1984) es un jugador español de waterpolo del AN Brescia italiano.
Es internacional absoluto con la selección española, con la que se proclamó campeón del Mundo en 2001 y subcampeón en el Mundial de Roma 2009.

## Biografía
En el Campeonato del Mundo de Melbourne 2007 fue elegido mejor jugador del campeonato. 
En 2008 fue el máximo goleador de la liga italiana con 103 tantos y fue elegido MVP de la liga por la prensa italiana. Liga en la que quedó subcampeón al perder la final el Brescia frente al Pro Recco. En 2009 ficha por el Pro Recco.
El 15 de septiembre de 2010, en su ciudad natal, Ceuta, se inaugura la instalación deportiva que lleva su nombre, el Polideportivo Guillermo Molina.
El 16 de febrero de 2018 debutó en Palermo con la selección italiana en un partido de la Europa Cup frente a Alemania. Marcó un gol. Guillermo Molina obtuvo la nacionalidad italiana por matrimonio y el pasaporte deportivo italiano.

## Clubes
- Club Natación Caballa ( -1997) ( España)
- Real Club Mediterráneo de Málaga ( 1997-1999) ( España)
- Club Natació Barcelona (1999-2001) ( España)
- Pescara (2001-2002) ( Italia)
- Club Natació Barcelona (2002-2007) ( España)
- Brixia Leonessa Brescia (2007-2009) ( Italia)
- Pro Recco (2009-2012) ( Italia)
- Rari Nantes Florentia (2012-2013) ( Italia)
- AN Brescia (2013-) ( Italia)

## Títulos
Selección española
- Plata en el Campeonato del Mundo de Roma 2009
- Bronce en el Campeonato del Mundo de Melbourne de 2007
- Bronce en el Campeonato de Europa de Belgrado de 2006
- Oro en los juegos del Mediterráneo de 2005
- Campeón del Mundo en Fukuoka 2001
- Oro en los juegos del Mediterráneo de 2001

Clubes
- Dos Ligas Nacionales (España) (2004, 2005)
- Una Copa del Rey (España)(2003)
- Una Copa LEN (2004)
- Una supercopa de Europa
- Una Copa de Europa (2010)

## Participaciones con la selección española
- Juegos Olímpicos de Londres 2012
- Campeonato del Mundo de Roma 2009
- Juegos Olímpicos de Pekín 2008
- Campeonato del Mundo de Melbourne de 2007
- Campeonato de Europa de Belgrado en 2006
- Campeonato del Mundo Absoluto de Montreal en 2005
- Juegos Olímpicos de Atenas 2004
- Campeonato del Mundo de Barcelona de 2003
- Campeonato del Mundo de Fukuoka de 2001